# Juan VI de Mecklemburgo
Juan VI, duque de Mecklemburgo (1439-1474) fue un duque de Mecklemburgo, segundogénito de Enrique IV de Mecklemburgo, y su esposa Dorotea, hija del elector Federico II de Brandeburgo.

## Biografía
Su acto oficial más temprano documentado (junto con su padre) fue en 1451. En 1464 gobernó un infantazgo de varios distritos junto con su hermano Alberto VI, pero no participó activamente en administrarlos.
En 1472, Juan VI estuvo comprometido con Sofía, la hija del duque Erico II de Pomerania. El matrimonio se iba a celebrar en 1474. Sin embargo, Juan VI murió antes de que tuviera lugar el matrimonio. La fecha exacta de su muerte se desconoce; se le menciona por última vez en un documento datado el 20 de mayo de 1474.
Su última enfermedad fue contraída en un viaje a Franconia para visitar a su tío el elector Alberto III Aquiles de Brandeburgo. En Kulmbach, se vio infectado con la peste y murió. Probablemente fue enterrado en el monasterio de clarisas de Hof.